# Rover P3
Ne pas confondre avec les Rover 75 (1949 - 1964) et Rover 75 (1999 - 2005).
La Rover P3 est une gamme d'automobile britannique de classe familiale produite de 1948 à 1949 par le constructeur Rover. Elle existait en deux carrosseries et deux motorisations.

## Historique

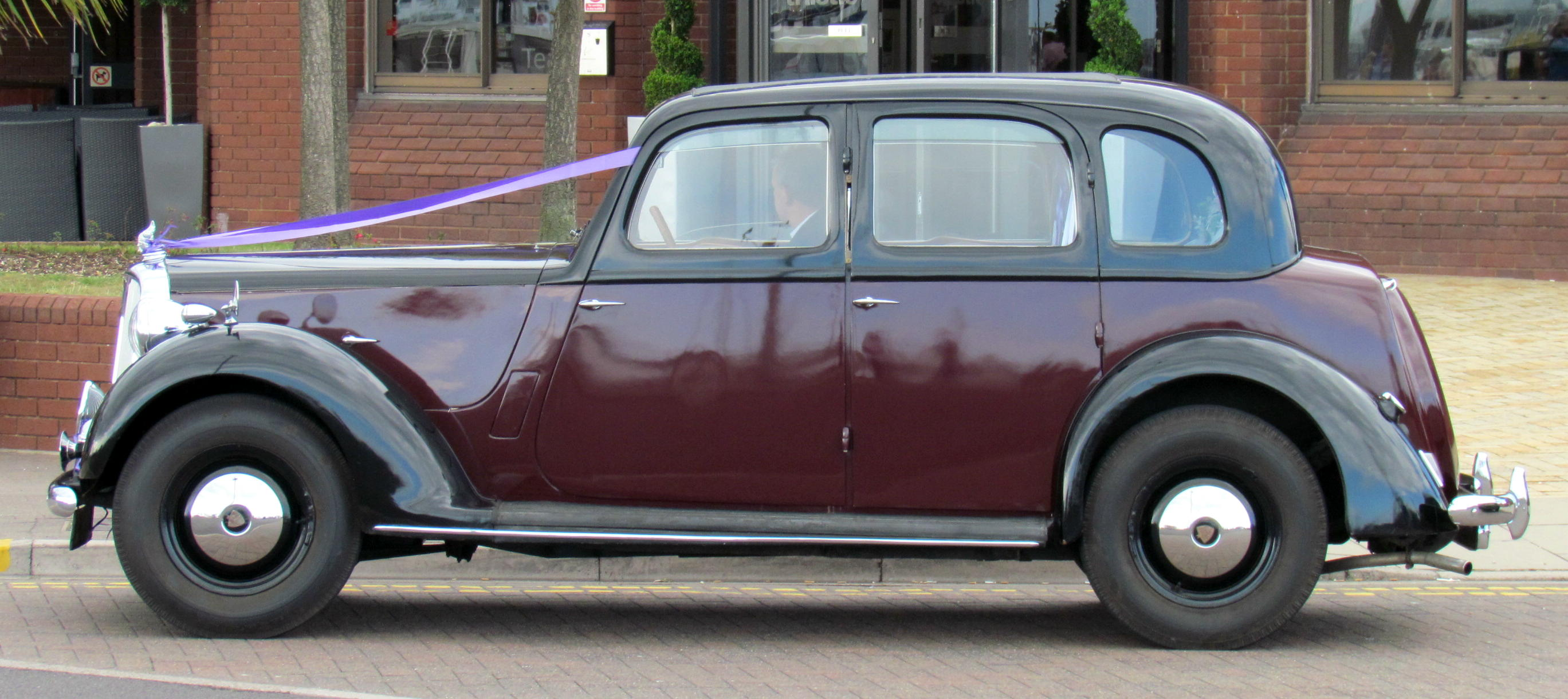
La 6-light saloon. Sur la 4-light sports saloon, la vitre arrière est supprimée.

La Rover P3 a été dessinée par Gordon Bashford ; deux versions ont été créés : la 6-light saloon (berline familiale à six fenêtres) et la 4-light sports saloon (berline « semi-sportive » à quatre fenêtres). Elles étaient destinées à remplacées les Rover 14 et 16 (P2) mais ont cependant pratiquement le même design. Le constructeur, en sortant rapidement cette nouvelle voiture au dessin peu travaillé, se donne en réalité du temps pour refermer la période de la Seconde Guerre mondiale et adopter une nouvelle organisation industrielle. Les deux voitures pouvait être équipées de deux moteurs différant de 1,6 L (Rover 60) ou 2,1 L (Rover 75). Les ventes débutent en février 1948 et se terminent durant fin septembre 1949. Elles sont rapidement remplacées par la Rover 75 (P4), annoncée le 23 septembre 1949.
Les voitures coûtaient 1 080 £ pour la Rover 60 et 1 106 £ pour la Rover 75. Avec les premiers problèmes de production d'après-guerre et les pénuries de matériaux, il n'a jamais été prévu que les voitures soient produites en grand nombre. Finalement, 1 274 Rover 60 et 7 837 Rover 75 ont été fabriqués, soit un total de 9 111 véhicules produits[réf. nécessaire].
La P3 n'avait pas réellement de véhicules concurrents puisque durant la fin des années 1940 la plupart des constructeurs automobiles britannique avaient fait un changement de design de leurs véhicules comme Austin avec sa voiture familiale 12 qui la remplaça par la A70, ou Hillman avec sa Minx, ou encore Wolseley Motors avec sa Eight. Seule la Y-type de MG Motor garda le même style jusqu'en 1953.

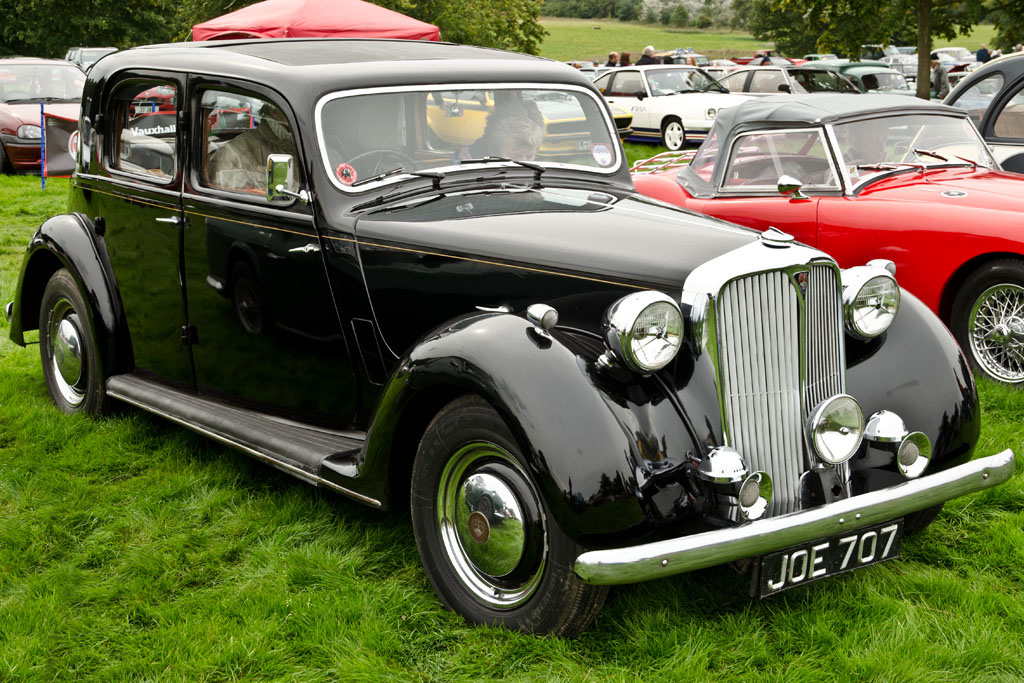
Rover 75 4-light sports saloon
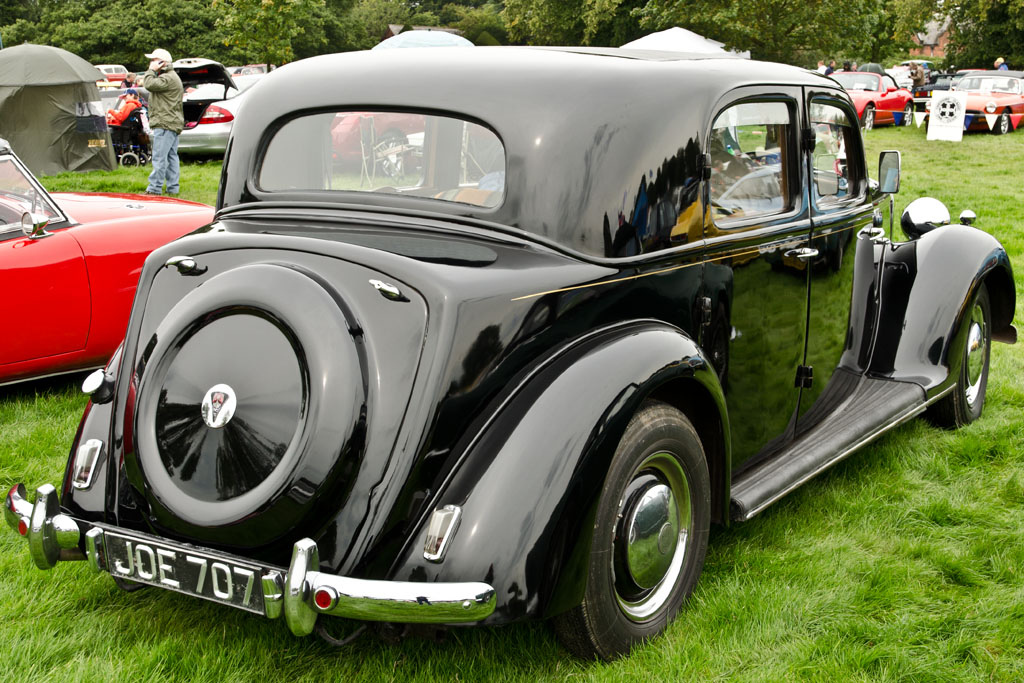
Rover 75 4-light sports saloon

## Caractéristiques

### Chaîne cinématique
Pour le marché d'après-guerre, Rover avait un nouveau moteur en préparation depuis la fin des années 1930 avec des soupapes d'admission en tête et des soupapes d'échappement latérales. Il a été fabriqué en deux versions pour la voiture : la Rover 60 avait un bloc à quatre cylindres de 1 595 cm3 et la Rover 75 avait une version à six cylindres de 2 103 cm3.
La boîte de vitesses et la roue libre traditionnelle de chez Rover restées inchangées par rapport au modèle précédent.
Le moteur à quatre cylindres et la boîte de vitesses ont également été utilisés comme base pour ceux du premier Land Rover Series, également sortie en 1948. Probablement six modèles 75 ont été produits avec des triple carburateurs S.U. — un retour aux modèles de performance « Speed » d'avant-guerre de Rover[réf. nécessaire].
| Modèle                      | Construction      | Moteur + Nom               | Cylindrée         | Performance                | Couple               | 0 à 100 km/h | Vitesse maxi | Consommation + CO2    |
| Rover 60 (boite manuelle 4) | 02/1948 - 09/1949 | 4 cylindres en ligne Rover | 1 595 cm3 (1,6 l) | 37 kW (51 ch) à ... tr/min | ... N m à ... tr/min | ... s        | ... km/h     | ... l/100 km ... g/km |
| Rover 75 (boite manuelle 4) | 02/1948 - 09/1949 | 6 cylindres en ligne Rover | 2 103 cm3 (2,1 l) |                            |                      |              |              |                       |

### Carrosserie et mécanique
Bien que le style de la carrosserie soit similaire à celui des Rover 12 et 16 (P2), de nombreux panneaux de carrosserie étaient nouveaux, mais les ailes et le capot de la 12 ont été conservés. La voiture est plus large de 12 mm à l'extérieur que la 16, mais en utilisant mieux l'espace, cela se traduisait par 60 mm à l'intérieur. Elle était également de 115 mm plus court pour l'empattement.
Plutôt que d'avoir un châssis complet, le nouveau cadre, qui était un caisson, a été arrêté avant l'essieu arrière et les ressorts semi-elliptiques arrière ont été fixés à la carrosserie. Cela a permis d'augmenter la course de l'essieu arrière et d'améliorer la conduite. Une autre nouveauté, et une première pour une Rover, était la suspension avant indépendante. Les freins restaient un système hybride hydraulique/mécanique.